# Ballistisk tabel
 For alternative betydninger, se Tabel (flertydig). (Se også artikler, som begynder med Tabel)
En ballistisk tabel er en tabel, der blandt andet viser et projektils, som f.eks. en riffelkugles eller en artillerigranats, bane ved forskellige indskydningsafstande, projektilvægte og projektiler, samt ordinater.
Udarbejdelse af ballistiske tabeller for kanoner var et af hovedformålene med konstruktionen af ENIAC.
| Militær | Spire Denne artikel om militær er en spire som bør udbygges. Du er velkommen til at hjælpe Wikipedia ved at udvide den. |